# Paluda gladiola
Paluda gladiola är en insektsart som beskrevs av Ball 1910. Paluda gladiola ingår i släktet Paluda och familjen dvärgstritar. Inga underarter finns listade i Catalogue of Life.